# Televiziunea Română

Studio van TVR

Logo van TVR

TVR is de publieke televisieomroep van Roemenië en is de afkorting van Televiziunea Română, oftewel "de Roemeense televisie". Deze omroep verzorgt de programmering op de kanalen TVR1, TVR2, TVR Cultural, TVR Info, TVR Folclor, TVR Sport en TVR International, evenals nog wat regionale zenders in Cluj-Napoca, Iași, Timișoara, Târgu Mureș en Craiova.
TVR1 is de enige zender die overal in Roemenië te ontvangen is. De andere zenders zijn alleen in steden te ontvangen. TVR1 is niet de best bekeken zender in Roemenië, want de particuliere zenders Pro Tv en Antena 1 hebben een groot marktaandeel en trekken ook buiten Roemenië veel kijkers.
TVR zendt het journaal uit, maar ook veel films en documentaires. TVR International is te vergelijken met de Nederlandstalige BVN. TVR International zendt de belangrijkste programma's van TVR1 en TVR2 uit.

## Geschiedenis
TVR werd opgericht in 1956 en ging op 31 december van datzelfde jaar de lucht in.
TVR2 begon in de jaren 70 uit te zenden, maar werd in 1985 opgeheven tot de val van het communisme in 1989.
In de late jaren 80 mocht TVR maar 2 uur uitzenden (tussen 20:00 uur en 22:00 uur), waarvan de meeste programma's over dictator Nicolae Ceaușescu en zijn vrouw, Elena gingen.
Tijdens de 1989 revolutie, was TVR een van de belangrijke media. Op 22 december drongen opstandelingen het TVR-gebouw binnen en meldden dat Ceaușescu was gevlucht. De naam TVR werd veranderd in TVRL, de afkorting van Televiziunea Română Liberă (Vrije Roemeense Televisie).
De TVRL zou vooral programma's uitzenden over de Nationale Verlossingspartij, een partij waarvan veel leden communisten waren. De NVP gebruikte de TVRL, een van de weinige informatiebronnen in die tijd, om de opstandelingen die een regering zonder communisten wilden, af te schilderen als "fascisten". Dit bezorgde de opstandelingen een slechte naam, waardoor de NVP aan de macht kon blijven. Vervolgens kwamen er in juni 1990 protesten in Boekarest. Als antwoord hierop riep de president Ion Iliescu (NVP) mijnwerkers uit de Jiu-vallei op om tegen de opstandelingen te vechten.
Na het neerslaan van de protesten bedankte Iliescu de mijnwerkers op tv voor het "herstellen van wet en orde". Na deze gebeurtenissen, veranderde de TVRL haar naam weer in "TVR".

## Junior Eurovisiesongfestival
Het Junior Eurovisiesongfestival werd op 2 december 2006 gehouden in Boekarest. De TVR was verantwoordelijk voor de organisatie van de vierde editie van dit festival.

## Lidmaatschap EBU
Vanwege een openstaande schuld heeft de EBU in 2016 TVR uitgesloten van toegang tot Eurovisie. Daaronder vallen verschillende nieuwsdiensten, de gezamenlijke inkoop van sportrechten. Ook vervalt de Roemeense deelname aan het Eurovisie Songfestival 2016.

## Programma's minderheden
TVR zendt op de landelijke kanalen TVR1 TVR2 en TVR3 programma's uit voor de belangrijkste minderheden. In 2024 is de Hongaarstalige uitzending, Magyar adás te zien op:
- TVR1 maandag 15:10-17:00
- TVR3 dinsdag 11:00-13:00
- TVR2 dinsdag 15:00-16:50
- TVR2 donderdag 14:00-14:30
- TVR2 vrijdag 14:00-14:30

Officiële website
Het Duitstalige programma heet Akzente en is wekelijks op donderdag te zien op TVR1.